# Erythrotriorchis
Erythrotriorchis este un gen de păsări de pradă din familia Accipitridae. 

## Specii
Conține următoarele specii:
- Erythrotriorchis buergersi
- Erythrotriorchis radiatus